# 4 Tune Fairytales
4 Tune Fairytales is een Nederlandse Happy Hardcore-act. De groep bestaat uit zangeres Lilian van Sonsbeek, Tricky Ricky en Patrick Bakker. De single My Little Fantasy behaalde de 17e plaats in de Nederlandse Top 40, de twee volgende singles kwamen niet verder dan de Tipparade.

## Discografie

### Singles
| Single met eventuele hitnotering(en) in de Nederlandse Top 40 | Datum van verschijnen | Datum van binnenkomst | Hoogste positie | Aantal weken | Opmerkingen             |
| ------------------------------------------------------------- | --------------------- | --------------------- | --------------- | ------------ | ----------------------- |
| My Little Fantasy                                             | 1996                  | 27-07-1996            | 17              | 8            | Dancesmash op Radio 538 |
| Take Me 2 Wonderland                                          | 1996                  | 16-11-1996            | Tip2            |              | Dancesmash op Radio 538 |
| Ding A Dong                                                   | 1997                  | 09-08-1997            | Tip18           |              | Cover van Ding-a-dong   |

#### Albums
| Album met eventuele hitnotering(en) in de Nederlandse Album Top 100 | Datum van verschijnen | Datum van binnenkomst | Hoogste positie | Aantal weken | Opmerkingen |
| ------------------------------------------------------------------- | --------------------- | --------------------- | --------------- | ------------ | ----------- |
| Fantasies                                                           | 1997                  |                       |                 |              |             |